# Kręgi (powiat wyszkowski)
Kręgi – wieś w Polsce położona w województwie mazowieckim, w powiecie wyszkowskim, w gminie Somianka. Ma status sołectwa.
| SIMC    | Nazwa            | Rodzaj     |
| ------- | ---------------- | ---------- |
| 0520188 | Wólka Zabudowska | przysiółek |

Wierni Kościoła rzymskokatolickiego należą do parafii św. Wojciecha w Wyszkowie.

## Nazwa miejscowości
Domniemywa się, że nazwa wsi, zaświadczona już w XII wieku, pochodzi od słowa krąg w znaczeniu koło, okrąg, pierścień. Wówczas mogłaby ona nawiązywać do kamiennych kręgów, tworzonych w miejscach kultu pogańskiego.

## Historia

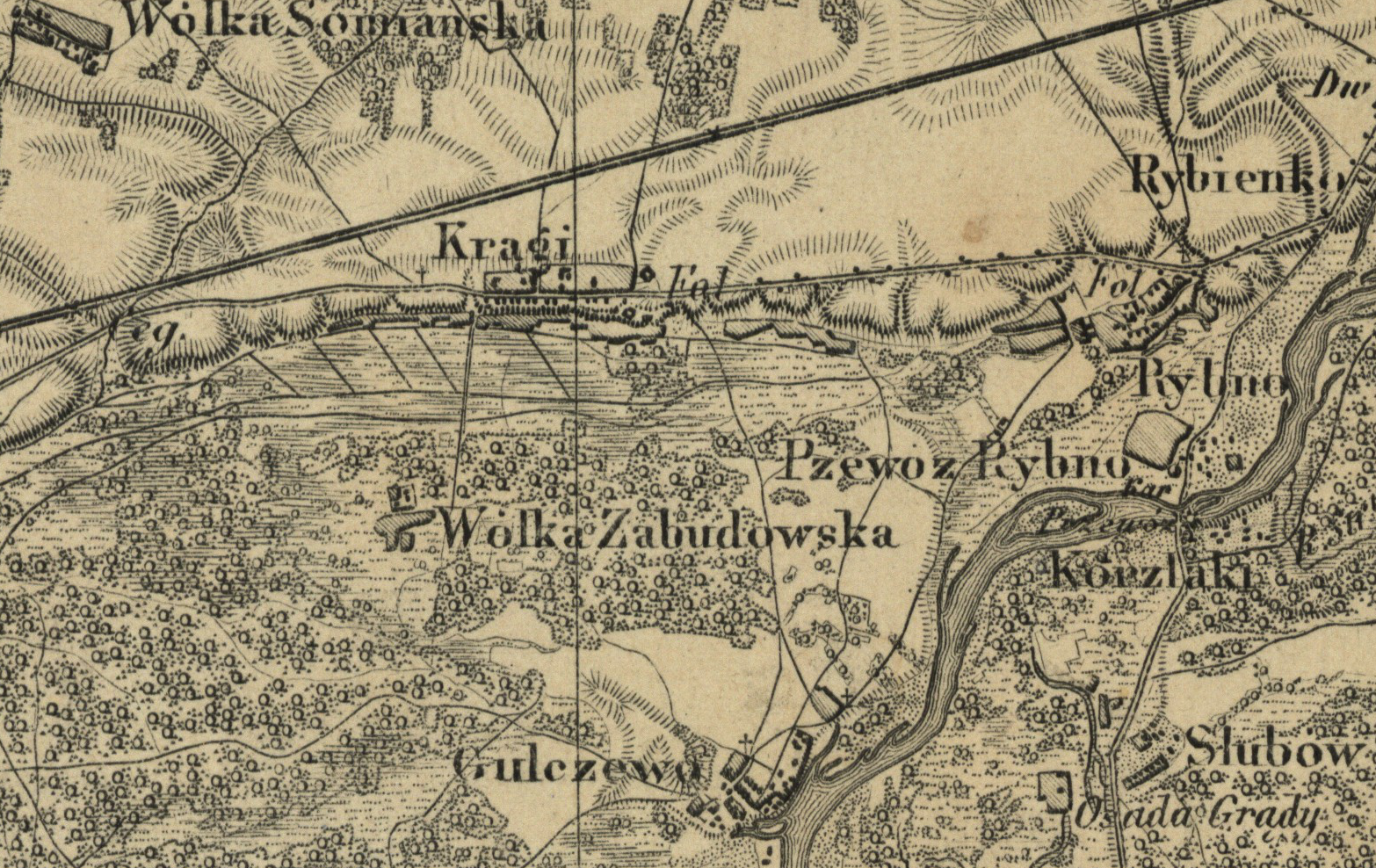
Mapa Kręgów i okolicy, fragment „Topograficznej Karty Królestwa Polskiego” z 1843

Kręgi, pod nazwą Cransi, pojawiły się w dokumencie z 1185 roku. Wojewoda mazowiecki Ziro potwierdził w nim nadania jego rodziców i dziadów kościołowi Najświętszej Panny Maryi na przedmieściu Płocka oraz wymienił własne dla niego nadania, wśród których znajdowały się Kręgi i kilka pobliskich wsi. Kolejna wzmianka o wsi, zapisanej jako Krangy, pojawiła się w 1426, w okresie ponownego zasiedlania wschodniego Mazowsza, pustoszonego przez najazdy Jaćwingów i Litwinów w XIII i XIV wieku.
Spis podatkowy ziemi nurskiej z 1578 odnotował, że Krągi należały do braci Jana, Grzegorza, Pawła, Adama, Marcina i Kaspra Rybińskich, przedstawicieli rodziny pochodzącej z Rybna, której majątek obejmował wiele wsi z okolic Wyszkowa.
Kręgi pozostały później częścią dóbr Rybno, jednak części wsi wraz z podziałami w rodzinie Rybińskich trafiły w ręce innych rodów. Jednym z nich byli Gulczewscy z pobliskiego Gulczewa. Jak podaje „Herbarz polski” Adama Bonieckiego, w 1643 Kręgi zostały sprzedane Niedziałkowskiemu, a sprzedawcą był Paweł Gulczewski, syn Jana, właściciel Gulczewa. Wcześniej, bo w 1615 Zygmunt Święcicki sprzedał Kręgi, także Niedziałkowskiemu.
Później dziedzicami w Kręgach byli Obrębscy, a od nich część wsi kupił Antoni Lipiński herbu Brodzic. Jego potomek Antoni jeszcze w 1744 sprzedał chłopa z tej wsi Załuskiemu.
W sumie, większa część wsi cały czas należała do dóbr Rybno, a dwa niewielkie majątki wykształcone w jej pozostałych fragmentach często zmieniały właścicieli.
W drugiej połowie XVIII wieku dobra Rybno, wraz z dużą częścią Krąg, kupił Jan Stefan Giedroyć, biskup inflancki i później żmudzki. Oprócz niego w tym okresie właścicielami fragmentów Krąg byli Chociszewski i Glinka. Po zmarłym w 1801 biskupie dobra odziedziczył jego wychowanek Aleksander Giedroyć i jego żona Młocka. Po ich śmierci spadkobiercy wyprzedali te tereny stopniowo. W 1827 odnotowano 25 domów we wsi, a zamieszkiwały ją 192 osoby. 
Majątek Kręgi był później własnością rodziny Leskich. W pierwszej połowie XIX wieku był to Michał Leski, były żołnierz armii Królestwa Polskiego i uczestnik powstania listopadowego, i jego żona Monika z Zielińskich, łowczanka nurska, którzy kupili tę wieś w 1841. Później właścicielami majątku byli także Ludwik Leski, który w 1871 ożenił się z Bronisławą Sumińską, oraz Marian Leski. Po nabyciu wsi Lescy wybudowali w niej klasycystyczny pałac.
Po ogłoszeniu reformy zamieniającej pańszczyznę na czynsz, chłopi odmówili 27 kwietnia 1861 odrabiania pańszczyzny. Bunt ten trwał 11 dni.
W końcu XIX wieku Kręgi należały do powiatu pułtuskiego, gminy Somianka, w parafii Wyszków. Stanowiły wówczas część folwarku Wólka Zabadowska (dziś Wólka Zabudowska, przysiółek Kręgów). Całość była własnością Leskich. Po uwłaszczeniu w 1864 powstało 55 zagród na 309 morgach gruntu. Ostatnim właścicielem folwarku Kręgi, liczącego wówczas 620 ha, był Władysław Leski, syn Mariana. W 1921 wieś liczyła 49 domów i 316 mieszkańców, z czego 9 było wyznania mojżeszowego, a w odrębnym od niej folwarku były 4 domy zamieszkane przez 68 osób.
Po wybuchu II wojny światowej, 5 września 1939 września klucz P.11 pod dowództwem por. pil. Stefana Okrzei zaatakował nad wsią niemieckie samoloty Dornier Do 17. W walce został zestrzelony i zginął por. Okrzeja, a kpr. Nowakowski został zestrzelony i ciężko kontuzjowany przy lądowaniu na spadochronie. Niemcy stracili jednego Do 17 z III./KG 3, który spłonął podczas przymusowego lądowania po niemieckiej stronie frontu. Por. Okrzeję pochowano pierwotnie w miejscu znalezienia ciała, obok wraku samolotu. Wiosną 1940 roku szczątki przeniesiono do rodzinnego grobowca Leskich na cmentarzu w Wyszkowie. W 1961 powstał na terenie sołectwa poświęcony mu pomnik.
W latach 1954–1968 wieś należała i była siedzibą władz gromady Kręgi, po jej zniesieniu w gromadzie Somianka. W latach 1975–1998 miejscowość administracyjnie należała do województwa ostrołęckiego.

## Zabytki

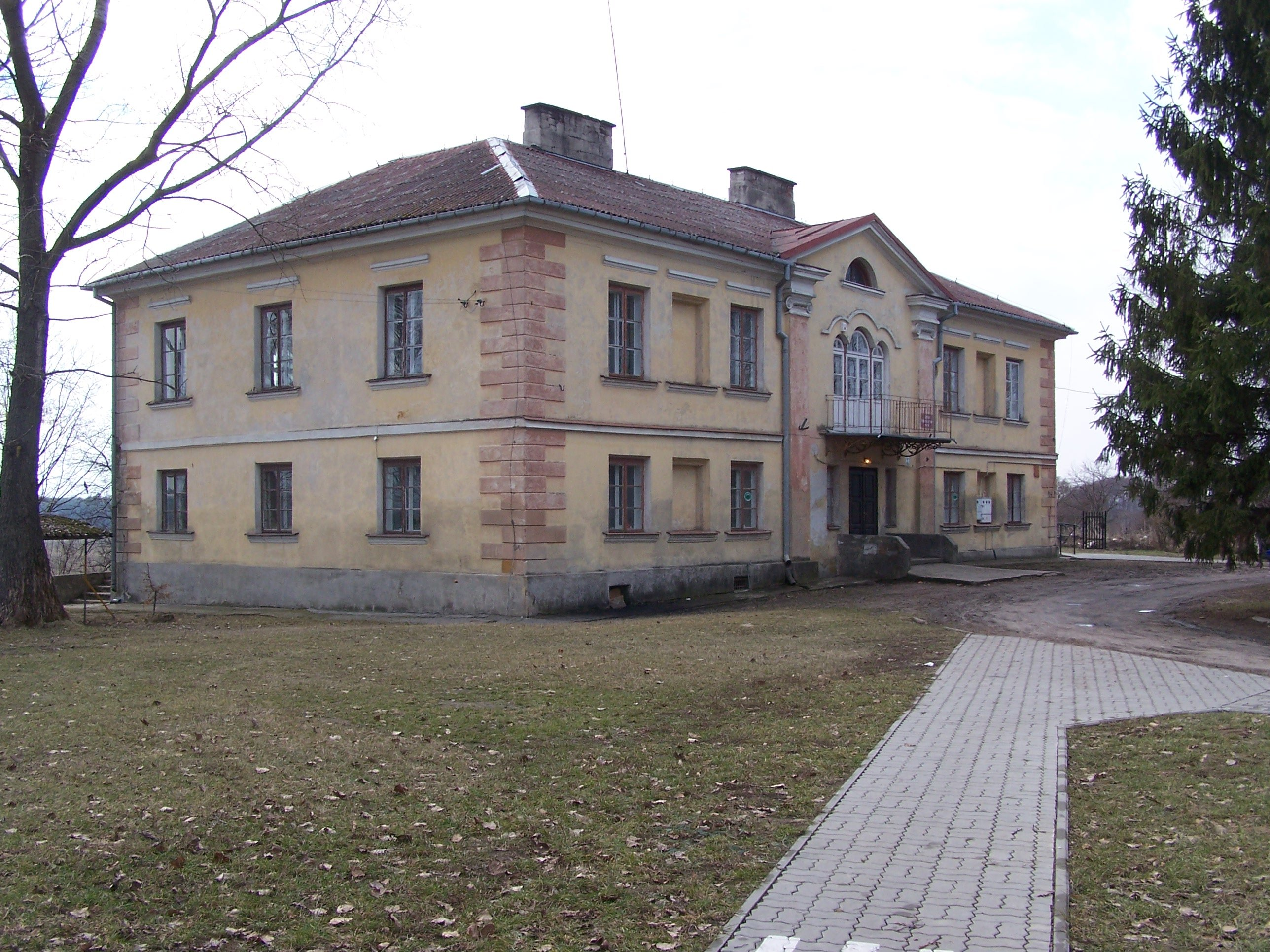
Siedziba Leskich, obecnie szkoła podstawowa

Zespół pałacowy został wpisany w 1962 i w 1978 pod nr A-420 do rejestru zabytków. Powstał po roku 1841 na zlecenie rodziny Leskich, którzy byli jego właścicielami do 1945.
Pałac jest wybudowany w stylu późnego klasycyzmu. Bryła budynku jest regularna, wybudowana z cegły i otynkowana, podpiwniczona. Budynek ma dwie kondygnacje oraz mieszkalne poddasze, pokryty jest czterospadowym dachem. Od zachodu do pałacu przylega późniejsza parterowa dobudówka.
Drugą częścią zespołu jest park z XIX w., przekomponowany w 1927 roku według projektu Stefana Rogowicza.
W pobliżu znajdują się także murowane stajnie z 1. połowy XIX w.
Obecnie w budynku pałacowym znajduje się Publiczna Szkoła Podstawowa im. por. pil. Stefana Okrzei.

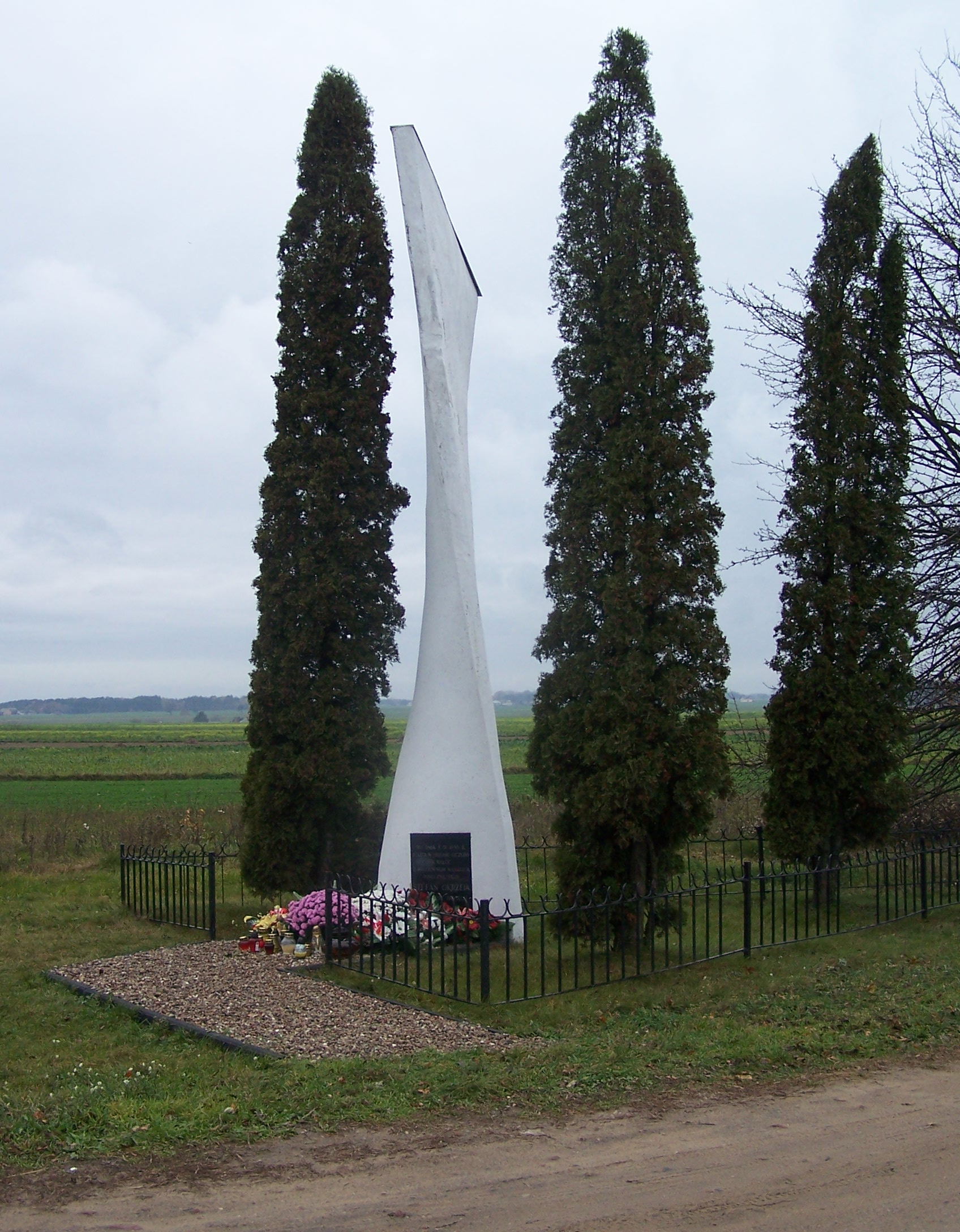
Pomnik por. pil. Stefana Okrzei

Pomnik poległego 5 września 1939 por. Okrzei w postaci złamanego śmigła został odsłonięty w 1961 r. przy drodze krajowej nr 62 w pobliżu miejsca, gdzie rozbił się samolot. Inskrypcja brzmi: 

Tu dnia 5.IX.1939 roku poległ w obronie Ojczyzny w walce z hitlerowskim najeźdźcą porucznik pilot Stefan Okrzeja. Cześć jego pamięci

.